# ۶۶۹ (پیش از میلاد)
۶۶۹ (پیش از میلاد) ۶۶۹مین سال قبل از تقویم میلادی است.